# Norman McLaren
Norman McLaren (Stirling, Escòcia, 1914 - Mont-real, Canadà, 1987) és considerat un dels pares de l'animació experimental. A l'Escola d'Arts de Glasgow (Glasgow School of Fine Arts),va descobrir el cinema soviètic -Eisenstein, Pudovkin, etc.- i es va adonar de la capacitat expressiva dels recursos que li oferia el cinema. La seva carrera professional es va iniciar a la General Post Office Film Unit, a Londres, on va començar a explorar l'animació tradicional i experimental, pintant directament sobre cel·luloide. Va treballar com a càmera durant la Guerra Civil Espanyola i, amb l'esclat de la Segona Guerra Mundial, va emigrar als Estats Units. Al cap de dos anys se'n va anar al Canadà, acceptant la invitació del Consell Nacional de Cinema del Canadà (National Film Board of Canada). En aquesta institució va desenvolupar el gruix de la seva obra.
McLaren va realitzar fins a 59 obres (entre elles Blinkity Blank), en les quals va explorar l'art abstracte, l'art figuratiu i la imatge real, i va ser un dels pioners a aplicar so sintètic (pintat directament sobre la banda de so) a les seves obres. En tots els seus àmbits, el director va investigar multitud de tècniques, des de la modificació de pintures en pastel fins a l'animació d'imatge real quadre a quadre, des de la pintura directa sobre cel·luloide fins a les figures retallades en paper.